# Parachernes latus
Parachernes latus är en spindeldjursart som först beskrevs av Banks 1893.  Parachernes latus ingår i släktet Parachernes och familjen blindklokrypare. Inga underarter finns listade i Catalogue of Life.